# 佩蒂格魯 (阿肯色州)
佩蒂格魯（英語：Pettigrew）是位於美國阿肯色州麥迪遜縣的一個非建制地區。該地的面積和人口皆未知。

## 地理
佩蒂格魯的座標為35°49′04″N 93°38′55″W / 35.81778°N 93.64861°W，而該地的平均海拔高度為558米（即1831英尺）。